# Moran of the Marines
Moran of the Marines è un film muto del 1928 diretto da Frank R. Strayer, con Richard Dix. Nel film fa una piccola apparizione anche Jean Harlow, qui al suo secondo film. È uscito negli Stati Uniti il 13 ottobre 1928.

## Trama
Dopo aver fatto a botte con un ubriaco, Mike Moran viene diseredato dalla zio. Senza soldi e senza lavoro, Moran si arruola nei Marines. Ben presto, finisce anche lì nei guai quando bacia Vivian Marshall, la figlia di un generale. L'unità di Mike viene mandata in missione in Cina dove Vivian, che è partita insieme al padre, viene catturata da un bandito cinese. Salvata da Mike, deve però correre in suo aiuto con un gruppo di marine quando anche lui è catturato. Mike e Vivian possono iniziare la loro storia d'amore e lo zio lo perdona, rinunciando alla sua decisione di diseredarlo.

## Produzione
Prodotto dalla Paramount Famous Lasky Corporation.

## Distribuzione
Il copyright del film, richiesto dalla Paramount Famous Lasky Corp., fu registrato il 15 ottobre 1928 con il numero LP25715.
Distribuito dalla Paramount Pictures, il film uscì nelle sale il 13 ottobre 1928 dopo essere stato presentato in prima a New York. In Australia, il film fu distribuito nel 1929; il 28 ottobre di quell'anno, fu distribuito anche in Finlandia. In Austria, prese il titolo Abenteuer im fernen Osten.